# Heinrich Hagemeister
Heinrich Hagemeister (* 1549 in Stralsund; † 13. September 1616 ebenda) war Bürgermeister von Stralsund.
Der Sohn des Matthias Hagemeister (1520–1587), Ratsverwandter in Stralsund, und der Gesa Swart (1522–1587) (siehe Patrizierfamilie Schwarz) wurde 1588 selbst Ratsherr. In den beiden ersten Jahrzehnten des 17. Jahrhunderts versuchte Herzog Philipp Julius von Pommern-Wolgast in die städtische Selbständigkeit einzugreifen und übte dazu auch militärischen Druck aus. Nachdem die Stadt den Herzog vor dem Reichskammergericht verklagt hatte, suspendierte dieser die amtierenden Bürgermeister Heinrich Buchow und Bertram Hoyer und setzte stattdessen Heinrich Hagemeister und Thomas Brandenburg als neue Bürgermeister ein. Unter Hagemeister schloss die Stadt am 11. Juli 1615 mit dem Herzog einen Erbvertrag, in dem Stralsund den Herzog als „Erbherrn“ und als „von Gott verordnete Obrigkeit“ anerkennen musste. Am 14. Februar 1616 schloss Hagemeister auf Betreiben des Herzogs einen Bürgervertrag „zur Verhütung eines besorglichen Tumults und Blutbades“ zwischen dem Rat und der Bürgerschaft.
Heinrich Hagemeister hatte Landbesitz in Damitz, Krönnevitz, Groß und Klein Parow, Martensdorf und Brandshagen. Er war ein vermögender Mann, der große Summen an fromme Stiftungen gab.
Er war zweimal verheiratet und hatte sechs Söhne und fünf Töchter. Seine Enkelin Anna Marie Hagemeister (1648–1700) heiratete 1672 den Generalsuperintendenten Augustinus Balthasar.